# Henri Herduin
Henri Herduin est un officier français, né le 5 juin 1881 à Reims (Marne) et mort le 11 juin 1916, fusillé sans jugement dans le bois de Fleury-devant-Douaumont (Meuse) où il a commandé lui-même son peloton d'exécution. Il est réhabilité en mai 1926.

## Biographie

### Enfance et mariage
Henri Valentin Herduin, né le 5 juin 1881 au domicile de ses parents, 161 rue du Barbâtre à Reims, est le fils de Pierre Henri Herduin, âgé alors de 37 ans, appartenant à une famille de tisserands de Saint-Quentin et de Joséphine Octavie Godbillion, sans profession, âgée de 36 ans. Il exerce le même métier que son père jusqu'au 21 octobre 1899, jour où il devance l'appel de la classe de recrutement 1901 à laquelle il appartient et signe un engagement volontaire pour le 8e régiment d'infanterie coloniale.
En 1907 à Reims, il épouse Fernande Renée Nivoix alors qu'il est sergent au 1er régiment d'infanterie coloniale à Cherbourg. Leur premier enfant naît à Reims en 1912, un garçon prénommé Luc, alors qu'il est adjudant au 147e régiment d'infanterie à Sedan, où il reste en garnison jusqu'en 1914. Luc Herduin meurt en 1940 à Bagnolet au domicile de sa mère, à l'âge de 28 ans.

### Participation à la Première Guerre mondiale
Au début du mois d'août 1914, lors de la déclaration de guerre, Henri Herduin est immobilisé à l'hôpital de Sedan à la suite d'un accident au cours duquel il s'est cassé la jambe. À la fin du mois, au moment de l'invasion des Ardennes par les troupes allemandes, bien que blessé, il quitte Sedan pour ne pas être pris et rejoint tant bien que mal Reims, où il prend part à la défense de la ville, au cours de laquelle il se distingue par sa bravoure. En octobre 1914, il est promu sous-lieutenant et reçoit la médaille militaire.
En 1916, Henri Herduin commande la 17e compagnie du 5e bataillon, appartenant au 347e régiment d'infanterie confié au lieutenant-colonel André de Lamirault. Ce régiment fait partie de la 103e brigade du colonel Bernard, intégrée à la 52e division commandée par le général Boyer.
Envoyé en renfort dans le secteur de Verdun, le 347e régiment d'infanterie monte en ligne le 5 juin 1916. Le 5e bataillon, commandé par le commandant Deverre, prend position dans le secteur de la ferme de Thiaumont, où il est soumis bientôt à un bombardement intense et continu de l'artillerie allemande qui atteint son paroxysme le 7 juin.
Le 8 juin, l'attaque allemande qui parvient à s'emparer du fort de Vaux submerge les positions tenues par le 347e régiment d'infanterie qui compte d'énormes pertes, soldats et officiers tués, blessés ou faits prisonniers. Le lieutenant-colonel de Lamirault, qui avait installé l'état-major du régiment sur la cote 320, est tué par un éclat d'obus et le commandant Deverre est fait prisonnier. Au cours de cette attaque, les deux compagnies (17e et 19e) commandées par les sous-lieutenants Herduin et Millant, perdent la moitié de leurs effectifs et se trouvent sans ravitaillement, à court de munitions et coupées de toute communication avec l'arrière. La nuit venue, complètement épuisés, constatant que la ferme de Thiaumont est presque totalement encerclée par l'ennemi, les deux officiers décident de profiter de l'obscurité et de se replier avant d'être faits prisonniers avec la quarantaine d'hommes qui leur restent, en emportant huit mitrailleuses et se présentent en piteux état à un officier appartenant au 293e régiment d'infanterie qui occupe une position à gauche de la ferme de Thiaumont, pour lui demander des instructions. Ce dernier les admoneste durement, refusant de les intégrer à son unité et leur intimant l'ordre d'aller reprendre le terrain perdu par leur régiment. Conscients qu'il n'est pas possible, avec une quarantaine d'hommes exténués, de reprendre le terrain qui avait été tenu par huit-cents hommes, Herduin et Millant décident de descendre à Verdun,.
Le 9 juin au matin, ils se présentent au major de la caserne Anthouard. Exténués, ils omettent de rédiger et de lui remettre un rapport — faute professionnelle qui va leur être fatale — puis, se considérant comme relevés, ils restent au repos à Verdun pendant 48 heures.
Le 11 juin au matin, dimanche de Pentecôte, Herduin et Millant remontent en ligne à la tête de la poignée d'hommes qu'ils sont parvenus à ramener vivants à l'arrière. Ils se dirigent vers le Bois de Fleury où se sont regroupés les rescapés du 347e régiment d'infanterie, environ cent-cinquante hommes placés sous le commandement du capitaine Delaruelle. Ils y retrouvent avec joie des camarades qu'ils croyaient tués ou faits prisonniers mais dont les visages graves laissent présager une mauvaise nouvelle. En effet, le capitaine Delaruelle vient de recevoir un pli signé du colonel Bernard :

« Fusillez immédiatement les lieutenants Herduin et Millant, coupables d’abandon de poste. »

Le sous-lieutenant Herduin, estimé et respecté par ses collègues officiers et par ses hommes, croit en une erreur. Il demande à s'expliquer devant le général Boyer qui commande la division. Le capitaine Delaruelle fait porter au général une lettre rédigée par Herduin, accompagnée d'un pli écrit de sa main, destiné à appuyer sa requête. Les deux plis sont acheminés par l'ordonnance d'Herduin, Émile Lecardez qui est accompagné par un ami d'Herduin, le lieutenant Pierre de Saint Roman. Les deux messagers sont bientôt de retour. Ils rapportent la lettre d'Herduin qui n'a pas été ouverte et le pli du capitaine Delaruelle sur lequel le colonel Bernard a écrit :

« Pas d’observation. Exécution immédiate. »

Le capitaine Gude commande le peloton d'exécution. Face à son émoi et à sa difficulté à mener sa tâche à son terme, Henry Herduin demande et obtient de pouvoir commander lui-même le peloton d'exécution. Ses dernières paroles sont, :

« Mes enfants, nous ne sommes pas des lâches. Il paraît que nous n’avons pas assez tenu. Il faut tenir jusqu’au bout pour la France. Je meurs en brave et en Français. Et maintenant Visez bien ! En Joue ! Feu ! »

### Réhabilitation
Le 20 mai 1926, la cour d'appel de Colmar appelée à statuer sur le pourvoi en réhabilitation déposé par la Ligue des droits de l'homme, prononce un arrêt de réhabilitation posthume en faveur des sous-lieutenants Herduin et Millant.
En 2008, une plaque commémorative est inaugurée au carrefour de la rue Gambetta et de la rue du Lieutenant Herduin à Reims.
Le 4 novembre 2009, une stèle est inaugurée à Fleury-devant-Douaumont en hommage aux deux sous-lieutenants fusillés sans jugement,.
Le 12 juin 2016 une plaque en son honneur est inaugurée sur la façade de la maison qu'habitaient ses parents au 58 rue René Alazard à Bagnolet.